# Kalatsch am Don
Kalatsch am Don (russisch Кала́ч-на-Дону́) ist eine Stadt im Gebiet Wolgograd in Russland mit 26.910 Einwohnern (Stand 14. Oktober 2010).

## Lage
Kalatsch am Don liegt etwa 85 Kilometer westlich der Gebietshauptstadt Wolgograd. Die nächstgelegene Stadt Surowikino ist rund 50 km entfernt. Kalatsch am Don ist neben Wolgodonsk eine der beiden Hafenstädte am Zimljansker Stausee am Unterlauf des Don und befindet sich etwa neun Kilometer flussaufwärts vom Übergang des Stausees in den Wolga-Don-Kanal.

## Geschichte
Der Ort entstand 1708 als eine kleine Kosakensiedlung namens Kalatschewski. Der Ortsname Kalatsch ist im Russischen gleichbedeutend mit „Flussschlinge“, da das Flussbett des Dons in diesem Bereich bis zu dessen Stauung eine scharfe Kurve machte. 1863 wurde Kalatsch mit dem Bau einer Strecke bis Wolgograd (damals: Zarizyn) an das russische Eisenbahnnetz angeschlossen.
Im Krieg gegen die Sowjetunion 1941–1945 war die Gegend um Kalatsch, das relativ nah zum Schlachtplatz Stalingrad lag, stark umkämpft. Während des Deutschen Vormarsches wurde zwischen 25. Juli und 11. August 1942 Kalatsch in der Kesselschlacht bei Kalatsch komplett zerstört. Am 22. November 1942 gelang es der Roten Armee die Front südöstlich von Kalatsch zu vereinigen und so die deutsche 6. Armee bei Stalingrad einzukesseln. Zur Erinnerung an diese entscheidende Frontenvereinigung wurde in Kalatsch das Monument Vereinigung der Fronten aufgestellt, das vom renommierten Bildhauer Jewgeni Wutschetitsch entworfen wurde.
1951 erhielt Kalatsch Stadtrechte und wird seitdem Kalatsch am Don genannt, um Verwechselungen mit der gleichnamigen Stadt Kalatsch in der Oblast Woronesch auszuschließen.

### Bevölkerungsentwicklung
| Jahr | Einwohner |
| ---- | --------- |
| 1939 | 7.046     |
| 1959 | 16.676    |
| 1970 | 20.795    |
| 1979 | 22.836    |
| 1989 | 22.979    |
| 2002 | 26.882    |
| 2010 | 26.910    |

Anmerkung: Volkszählungsdaten

## Wirtschaft und Verkehr
Als Flusshafenstadt verfügt Kalatsch am Don über eine Werft und ein Mineralöllager. Weiterhin gibt es in der Stadt Metallverarbeitung, Möbel- und Nahrungsmittelindustrie.
Wichtigste Fernstraßenverbindung von und nach Kalatsch am Don ist die Trasse M21. Daneben ist die Stadt per Schiff und per Eisenbahn erreichbar.

## Weiterführende Bildungseinrichtungen
- Filiale der Staatlichen Universität Wolgograd

## Söhne und Töchter der Stadt
- Sergej Gladkich (* 1952), russischer literarischer Übersetzer, Schauspieler und Synchronsprecher